# Indiane Christine
Indiane Christine é uma ex-dubladora brasileira, conhecida por emprestar sua voz a Ginevra Molly Weasley na saga Harry Potter, Kady Kyle em Eu, a Patroa e as Crianças (1.ª e 2.ª temporada), Vanessa em Juanito Jones e Kari Kamiya em Digimon Adventure 02, ganhando, com este trabalho, em 2003, o Prêmio Yamato de Melhor Revelação, dividindo-o com Thiago Keplmair. Atualmente, deixou a carreira de dubladora.